# Bóng bàn tại Đại hội Thể thao Đông Nam Á 1983
Bóng bàn tại Đại hội Thể thao Đông Nam Á năm 1983 diễn ra từ ngày 30 tháng 5 đến 5 tháng 6 năm 1983 tại HDB Club, Toa Payoh, Singapore. Chương trình thi đấu bao gồm bảy nội dung tiêu chuẩn: đơn nam, đơn nữ, đôi nam, đôi nữ, đôi nam–nữ (mixed doubles), đồng đội nam và đồng đội nữ. Indonesia kết thúc ở vị trí nhất toàn đoàn với 6 huy chương vàng, huy chương vàng còn lại thuộc về đoàn Thái Lan.

## Tóm tắt kết quả
| Nội dung     | Vàng                                                         | Bạc                                                                         | Đồng                                                                                                  |
| ------------ | ------------------------------------------------------------ | --------------------------------------------------------------------------- | --- |
| Đơn nam      | Sinyo Supit                                                  | Faisal Rachman                                                              | Peong Tah Seng Chartchai Teekavirakit                                                                 |
| Đôi nam      | Indonesia · Sugiharto Sutedja · Sinyo Supit                  | Indonesia · Faisal Rachman · Haryono Wong                                   | Singapore · Yueng Hin Choong · Ang Wah Heng Singapore · Lee Yew Chye · Png Kim Siang                  |
| Đơn nữ       | Loysawai Patcharin                                           | Diana Wuisan                                                                | Leow Hock Moi Ladda Kumuthpongpanich                                                                  |
| Đôi nữ       | Indonesia · Diana Wuisan · Carla Tejasukmana                 | Thái Lan · Ladda Kumuthpongpanich · Loysawai Patcharin                      | Singapore · Leow Hock Moi · Patricia Kim Malaysia · Leong Mee Wan · Lok Wai Har                       |
| Đôi nam nữ   | Indonesia · Haryono Wong · Lilik Winarni                     | Indonesia · Faisal Rachman · Carla Tejasukmana                              | Malaysia · Peong Tah Seng · Leong Mee Wan Bản mẫu:FlagSEAGteam · Manop Kantawang · Loysawai Patcharin |
| Đồng đội nam | Indonesia · Sugiharto Sutedja · Sinyo Supit · Faisal Rachman | Malaysia · Lee Kin Kee · Kok Chong Fatt                                     | Thái Lan · Manop Kantawang · Chartchai Teekavirakit · Chayanond Wuwanich                              |
| Đồng đội nữ  | Indonesia · Diana Wuisan · Lilik Winarni · Carla Tejakusuma  | Thái Lan · Loysawai Patcharin · Ladda Kumuthpongpanich · Supawadel Pilsuwan | Singapore · Leow Hock Moi · Patricia Kim · Tan Ah Tee                                                 |

## Bảng huy chương
| Hạng               | Đoàn               | Vàng | Bạc | Đồng | Tổng số |
| ------------------ | ------------------ | ---- | --- | ---- | ------- |
| 1                  | Indonesia (INA)    | 6    | 4   | 0    | 10      |
| 2                  | Thái Lan (THA)     | 1    | 2   | 4    | 7       |
| 3                  | Malaysia (MAS)     | 0    | 1   | 3    | 4       |
| 4                  | Singapore (SIN)    | 0    | 0   | 5    | 5       |
| Tổng số (4 đơn vị) | Tổng số (4 đơn vị) | 7    | 7   | 12   | 26      |